# Сарана Валерій Юрійович
Сарана Валерій Юрійович (29 травня 1947, Київ — 26 серпня 2018, Чернігів ) — борець за незалежність України у XX сторіччі, український державний та громадський діяч, голова Чернігівської краєвої організації Народного Руху України (1990—1992), член оргкомітету та делегат Установчого з'їзду Народного Руху України (1989), заступник голови Чернігівської обласної адміністрації з гуманітарних питань (1992 - 1994), перший директор меморіального комплексу "Пам'яті героїв Крут" (2008 - 2012).

## Біографія
Народився в Києві, як він часто зауважував, «в районі Євбазу». Батько — фронтовик був студентом Київського університету, мати — студентка Київського педагогічного інституту імені М.Горького. Мати померла дуже рано, коли Валерію було півтора року. Виховував дід Максим — священик у містечку Літки під Києвом. За спогадами сучасників, мав прекрасний голос і дуже любив співати. Від нього, як вважає Валерій Сарана, також любов до пісні.
Після переведення батька в Чернігів, переїхав у 1952 році до цього міста, де навчався у школі №1. «Хоча школа інша поруч була, — згадує Валерій Юрійович, — але батько віддав саме в першу, бо та була українською».
В 1965—1970 роках навчався у Київському інституті народного господарства імені Д.Коротченка. Після проходження служби в армії, працював у фінансових установах Чернігова, викладав у Чернігівському юридичному технікумі.
Разом з Василем Чепурним, Владиславом Савенком, Анатолієм Лащевським, Олексієм Івченком, Леонідом Отрюхом, Богданом Луцівим та Владиславом Бойком виступив засновником Чернігівського обласного товариства української мови імені т. Шевченка (1989), де був обраний заступником голови.
Один з засновників Чернігівської краєвої організації Народного Руху 9 липня 1989 року,  співголова організації з 2 лютого 1990 р., а з 6 жовтня 1990 року — голова. Очолював до 14 квітня 1992 року. Член оргкомітету та делегат Установчого з'їзду Народного Руху України за перебудову (1989).
Мітинги після "Ковбасної революції" 6-7 січня 1990 року, якими часто керував Валерій Сарана, розбудили сонний Чернігів і всю область, на них вперше були підняті жовто-блакитні прапори, пролунали вимоги позбавлення КПРС керівної ролі, слова про незалежність України. Походи «Дзвін- 90»(1990) та «Козацькими шляхами» (1991), які проводили товариство української мови імені Т.Шевченка та Народний Рух, стали важливими віхами подолання комуністичної гегемонії у свідомості жителів Чернігівщини, викликали величезний резонанс, поклали початок відродженню Батурина та доброї пам'яті про гетьмана Івана Мазепу.
29 січня 1991 року Валерій Сарана очолював делегацію Народного Руху на першому публічному вшануванні подвигу героїв Крут на місці бою з московськими більшовицькими військами. Тоді було встановлено березовий хрест на невеликому кургані. Відтоді щороку 29 січня на цьому місці вшановується пам'ять захисників УНР.
Неодноразово притягувався до адміністративної відповідальності за проведення несанкціонованих мітингів, переслідувався КГБ, зокрема, за доставку з Вільнюса нелегальної газети чернігівського РУХу «Громада».
Від чернігівської «Просвіти» на виборах до Верховної Ради УРСР 4 березня 1990 року Валерія Сарану балотувався у депутати по Новозаводському виборчому округу № 439. «Компартійні органи вели активну пропагандистську роботу проти мене, як кандидата, що представляв політичну силу — Рух, який протистояв КПРС. У дискредитації мене КПРСівські агітатори не гребували нічим. Вони звинувачували мене у всіх смертних гріхах, мислимих і немислимих», — згадував Валерій Сарана. Для боротьби з рухівським кандидатом було створено обласний штаб на чолі з другим секретарем обкому КПРС Павлом Мисником. У другому турі Валерій Сарана програв вибори, як вважають рухівці, внаслідок фальсифікацій, номенклатурному кандидату - директору Чернігівського ВО "Химволокно" з результатом у 48,5% голосів виборців.
Під час ГКЧП разом з головою обласного товариства української мови імені Т.Шевченка Василем Чепурним підписав телеграму Президії Верховної ради УРСР: «Протестуємо проти московського двірцевого перевороту. Такий Союз Україні не потрібен. Вимагаємо негайного виходу України зі складу СРСР».
З 1992 по 1994 роки працював заступником голови Чернігівської обласної адміністрації з гуманітарних питань.
У 1995—1996 роках — викладач у Чернігівському державному інституті економіки та управління.
В 1996—1997 роках — керівник апарату фракції Народного Руху у Верховній Раді України.
Працював головним консультантом управління внутрішньої політики Адміністрації Президента (1998—2002), очолював одне з управлінь Державного комітету України з інформаційної політики (2003).
Генеральний директор Національного архітектурно-історичного заповідника «Чернігів стародавній» (2003—2006) та директор меморіального комплексу "Пам'яті героїв Крут" (2008—2012).
Похований у м. Чернігові на кладовищі «Яцево». На могилі встановлено козацький хрест та вибито слова, які він заповідав написати: "Світ ловив мене та я виривався". 

## Відзнаки
- Орден «За мужність» III ступеня (2009)– указ Президента України № 239\2009 від 18 листопада 2009)
- Почесна Грамота Верховної Ради (2009)
- Орден архістратига Михаїла УПЦ КП (указ Патріарха Київського і всієї Руси — України № 1402 від 29 липня 2009),
- Орден Миколая — чудотворця УПЦ КП (указ Патріарха Київського і всієї Руси- України № 763 від 15 жовтня 2008)

## Вшанування пам'яті
29 серпня 2019 року рішенням сесії Чернігівської міської ради він названий Почесним громадянином Чернігова. 
14 жовтня 2020 року на будівлі навчально-наукового інституту права та соціальних технологій було відкрито меморіальну дошку (скульптор Геннадій Єршов).
21 лютого 2023 року міська рада перейменувала провулок Лермонтова в Чернігові біля Красного мосту на річці Стрижень, недалеко від місця, де пройшли його дитинство і юність, на вулицю Валерія Сарани.